# J.J.C. Smart
John Jamieson Carswell Smart, ofta benämnd J.J.C. Smart och med smeknamnet Jack Smart, född 16 september 1920 i Cambridge, Cambridgeshire, död 6 oktober 2012 i Melbourne, Victoria, var en brittiskfödd australisk professor i filosofi vid Monash University i Australien. Smart var verksam inom områdena metafysik, vetenskapsfilosofi, medvetandefilosofi, religionsfilosofi samt politisk filosofi.
Smart har bland annat tillsammans med andra australiska filosofer utarbetat och försvarat en ny variant av den materialistiska identitetsteorin.